# ロマン・ゴンチュク
ロマン・ゴンチュク（Roman Gontyuk 1984年2月2日- ）は、ウクライナのイヴァーノ＝フランキーウシク州出身の柔道選手。身長178cm。

## 人物
2004年のアテネオリンピック男子81kg級で銀メダル、北京オリンピックでは同級で銅メダルを獲得した。
2012年ロンドンオリンピックの開会式ではウクライナ選手団の旗手を務めた。試合では初戦でブラジルのティアゴ・カミロに足車で敗れた。

## 主な成績
- 2001年 ヨーロッパジュニア選手権ブダペスト大会優勝（81kg級）
- 2002年 ヨーロッパジュニア選手権ロッテルダム大会優勝（81kg級）
- 2003年 ポーランド国際（ワルシャワ）3位（81kg級）
- 2004年 ハンガリー国際（ブダペスト）2位（81kg級）
- 2004年 グルジア国際（トビリシ）2位（81kg級）
- 2004年 アテネオリンピック銀メダル（81kg級）
- 2005年 世界柔道選手権大会カイロ大会3位
- 2006年 ワールドカップ、ボロース大会優勝
- 2007年 ワールドカップ、バクー大会優勝
- 2007年 グランプリエレバン大会優勝
- 2008年 ワールドカップウィーン大会優勝
- 2008年 北京オリンピック銀メダル（81kg級）

(出典)